# Junggrammatiker

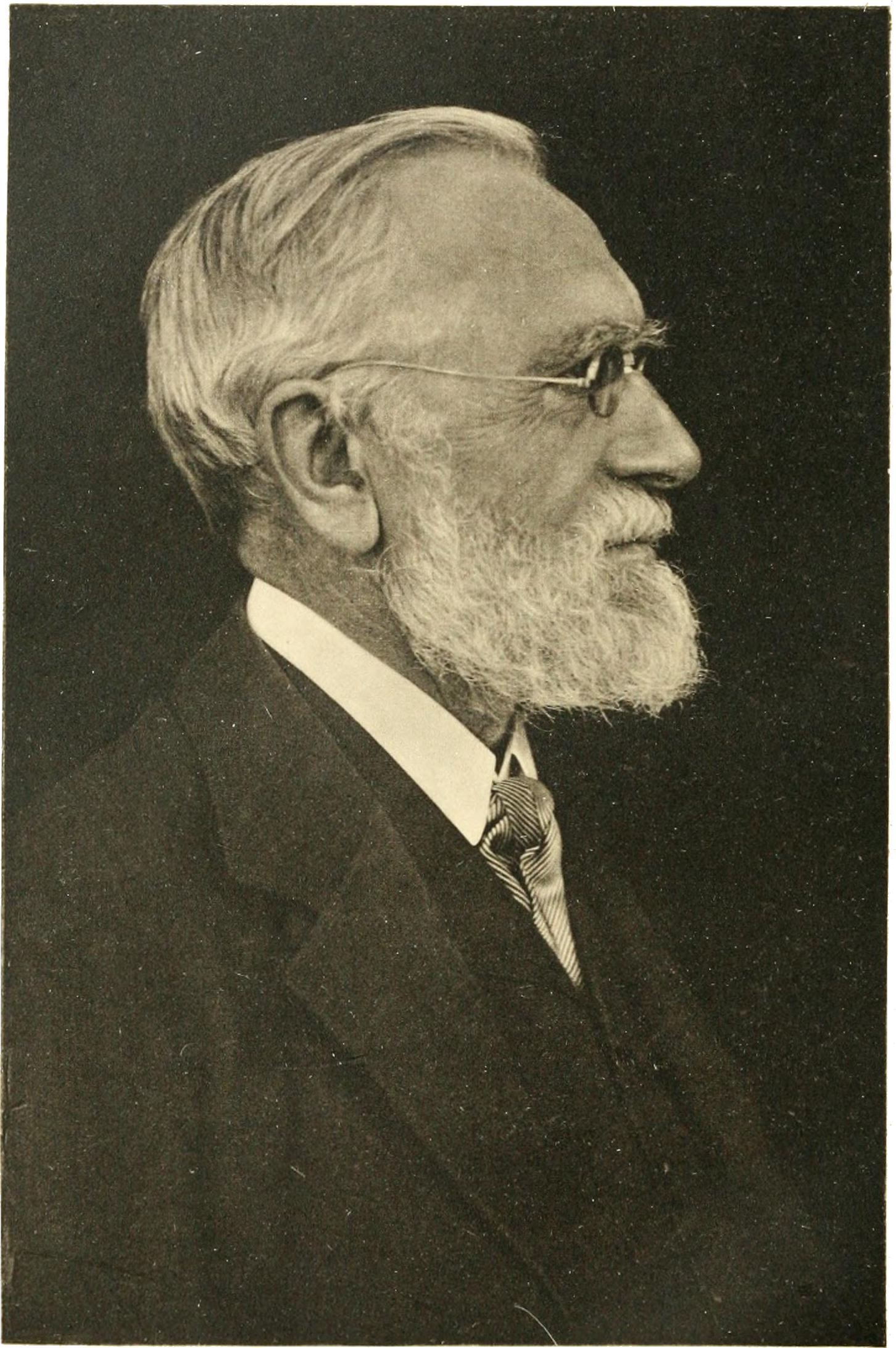
August Leskien.

Junggrammatiker kallas en grupp, huvudsakligen tyska, språkforskare, som från mitten av 1870-talet försökte att reformera den historiska lingvistikens metoder. 
Junggrammatikerna hävdade, att man vid etymologisk forskning skulle iaktta ljudlagarna med största noggrannhet, då dessa verkade "blint" och "utan undantag", en tes som först uttalades av August Leskien 1876. Då en form i ett givet språk inte stämde med vad man kunde vänta sig av ljudlagarna, skulle man inte slå sig till ro och betrakta denna som ett undantag, utan man skulle förklara dess uppkomst psykologiskt genom att undersöka, vilka analogier som kunde ha fått en språkbrukare till att bilda den. De språkliga förändringarna hade alltså uppstått antingen mekaniskt-fysiologiskt (ljudlagsenligt), eller psykologiskt genom utjämning och nybildningar efter givna mönster (analogibildningar).
Dessa teorier framställdes och belystes genom talrika exempel i en mängd avhandlingar, dels självständiga, som Hermann Osthoffs Das physiologische und psychologische Moment in der sprachlichen Formenbildung (1879), dels tryckta i tidskrifter, främst junggrammatikernas huvudorgan, Hermann Pauls och Wilhelm Braunes, "Beiträge zur Geschichte der deutschen Sprache" och Karl Brugmanns och Hermann Osthoffs "Morphologische Untersuchungen"; den mest djupgående behandlingen av skolans uppfattning om språkförändringarnas väsen gavs dock av Hermann Paul i hans verk Prinzipien der Sprachgeschichte (1880, fjärde upplagan 1909). En skildring av skolans förtjänster gavs av Hermann Ziemer i Junggrammatische Streifzüge im Gebiete der Syntax (1883).
Eftersom flera av junggrammatikerna uppträdde starkt polemiskt, blev de även föremål för omfattande kritik, i synnerhet omkring 1885. Motståndarna intog tre olika ståndpunkter; antingen hävdade man den gamla uppfattningen, att ljudlagarna medgav många undantag (främst Georg Curtius), eller så sade man att junggrammatikernas ståndpunkt i huvudsak är riktig, men inte ny, då redan August Schleicher och hans lärjungar hade följt samma principer långt innan dessa (Johannes Schmidt; även Hermann Collitz, som var benägen att endast se junggrammatikerna som ett sällskap för inbördes beundran); eller så vände man sig mot junggrammatikernas indelning av språkförändringar i ljudlagsenliga och analogibildningar, så att man trots visst erkännande av junggrammatikerna, inte ansåg att dessa hade trängt djupt nog in i språkets väsen (Hugo Schuchardt, Ueber die Lautgesetze 1885; Otto Jespersen i "Nordisk Tidsskrift for Filologi" och "Internationale Zeitschrift für allgemeine Sprachwissenschaft" 1886).
Adolf Noreen hävdade 1912 att den då gängse indelningen av uttalsförändringar i ljudlagsenliga och analogibildningar är felaktig, bland annat därför, att de flesta ljudlagsenliga förändringar själva beror på analogi (associationsverksamhet) och därför att denna indelning inte ger plats åt de funktionellt motiverade uttalsändringar, som inte beror på analogi. De flesta ljudlagar uttrycker nämligen inte, såsom man antagit, en fysiologisk, utan en rent psykisk process, en akt av associationsverksamhet.